# キブンゴ
キブンゴ（Kibungo）はルワンダ東部州ンゴマ郡の都市。ンゴマ郡の東部に位置している。かつてはキブンゴ県の中心都市であった（キブンゴ県は2006年に東部州に再編された）。人口は11,537人（2012年国勢調査）。
ルワンダの首都キガリから南東約130kmに位置している。